# Stern-Steinbrech
Der Stern-Steinbrech (Saxifraga stellaris L., Syn.: Micranthes stellaris (L.) Galasso, Banfi & Soldano), auch Sternblütiger Steinbrech genannt, ist eine in Deutschland und Österreich geschützte Pflanzenart aus der Gattung Steinbrech (Saxifraga) in der Familie der Steinbrechgewächse (Saxifragaceae).

## Beschreibung

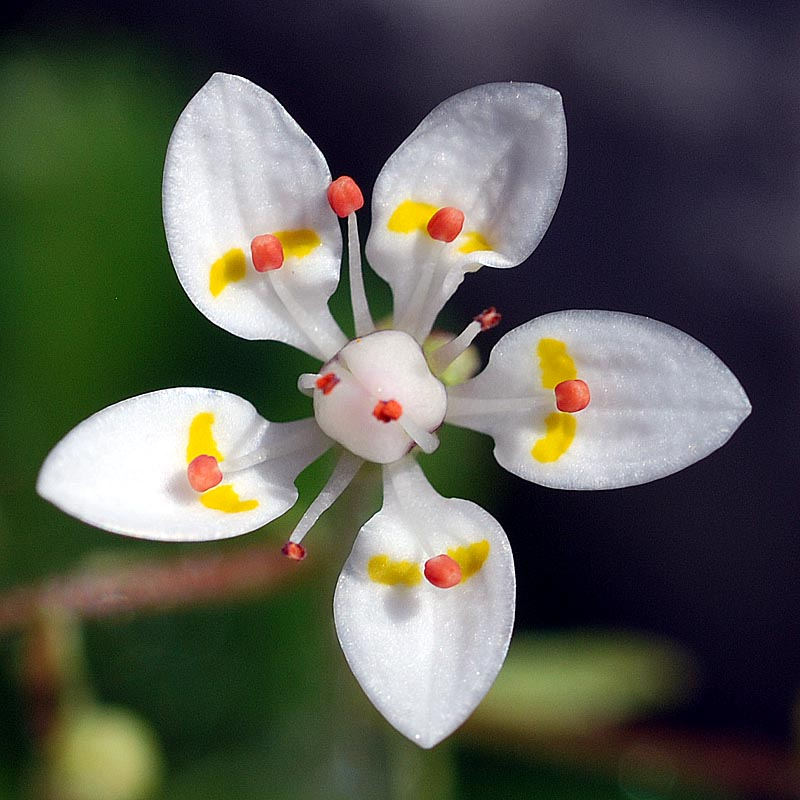
Typische Blüte des Gewöhnlichen Stern-Steinbrechs (Saxifraga stellaris subsp. engleri)

Der Sternblütige Steinbrech ist eine ausdauernde Pflanze, die Wuchshöhen von 2 bis 30 Zentimeter erreicht. Sie wächst in dichten lockeren Rasen und bildet an den Ausläufern Blattrosetten aus. Der Stängel ist aufrecht und drüsig oder kahl. Die Grundblätter sind 50 Millimeter lang, 20 Millimeter breit, ei- bis keilförmig, fleischig, glänzend und spärlich behaart oder kahl. An der Spitze sind sie grob gezähnt. Sie sind allmählich in den Stiel verschmälert.
Der Blütenstand ist eine Rispe mit 3 bis 15 langgestielten Blüten. Die Teilblütenstände stehen in den Achseln der oberen Laubblätter. Der Kelch besteht aus 5 (bis 8) länglich-lanzettlichen Kelchblättern. Sie sind 1,5 bis 5 Millimeter lang, rötlich und während der Blütezeit zurückgeschlagen und am Blütenstiel anliegend. Die 5 bis 6 Kronblätter sind 3 bis 7 Millimeter lang, lanzettlich und weiß, mit je zwei gelben Punkten am Grund. Sie sind am Grund kurz genagelt. Bei aufrechten Blüten sind alle Kronblätter gleich groß; bei geneigten Blüten sind die beiden nach außen ragenden Kronblätter größer als die anderen. Die 10 Staubblätter sind etwa halb so lang wie die Kronblätter. Die Fruchtblätter sind etwa zur Hälfte miteinander verwachsen. Die reifen Kapseln sind rundlich eiförmig, bauchig aufgeblasen und etwa 3 bis 8 Millimeter lang. Die Samen sind braun, leicht gekrümmt und spindelförmig, 0,5 Millimeter lang mit feinen Stachelwarzen in Längsreihen. Blütezeit ist von Juni bis September.
Der Stern-Steinbrech besitzt die Chromosomenzahl 2n = 28.

## Vorkommen
Der Sternblütige Steinbrech kommt von den Gebirgen Spaniens über die Alpen und Karpaten bis zum Apennin und zum Balkan montan bis subalpin in Quellfluren, an Bachufern und auf feuchtem Schutt in Höhenlagen von 1200 bis 3000 Meter vor. Die Art ist in den Alpen häufig. Sie gedeiht auf kühlen, sickernassen, mäßig nährstoffreichen, basenreichen, neutralen bis mäßig sauren, humosen, oft moosigen, steinig-sandigen Tonböden, auch auf reinen Steinböden. Sie ist ein Kaltwasserspezialist und gedeiht in Gesellschaften der Klasse Montio-Cardaminetea. In den Allgäuer Alpen steigt sie am Nordgrat des Biberkopfs in Bayern bis zu 2420 m Meereshöhe auf.
Die ökologischen Zeigerwerte nach Landolt & al. 2010 sind in der Schweiz: Feuchtezahl F = 4w+ (sehr feucht aber stark wechselnd), Lichtzahl L = 5 (sehr hell), Reaktionszahl R = 3 (schwach sauer bis neutral), Temperaturzahl T = 1+ (unter-alpin, supra-subalpin und ober-subalpin), Nährstoffzahl N = 2 (nährstoffarm), Kontinentalitätszahl K = 3 (subozeanisch bis subkontinental).

## Unterarten

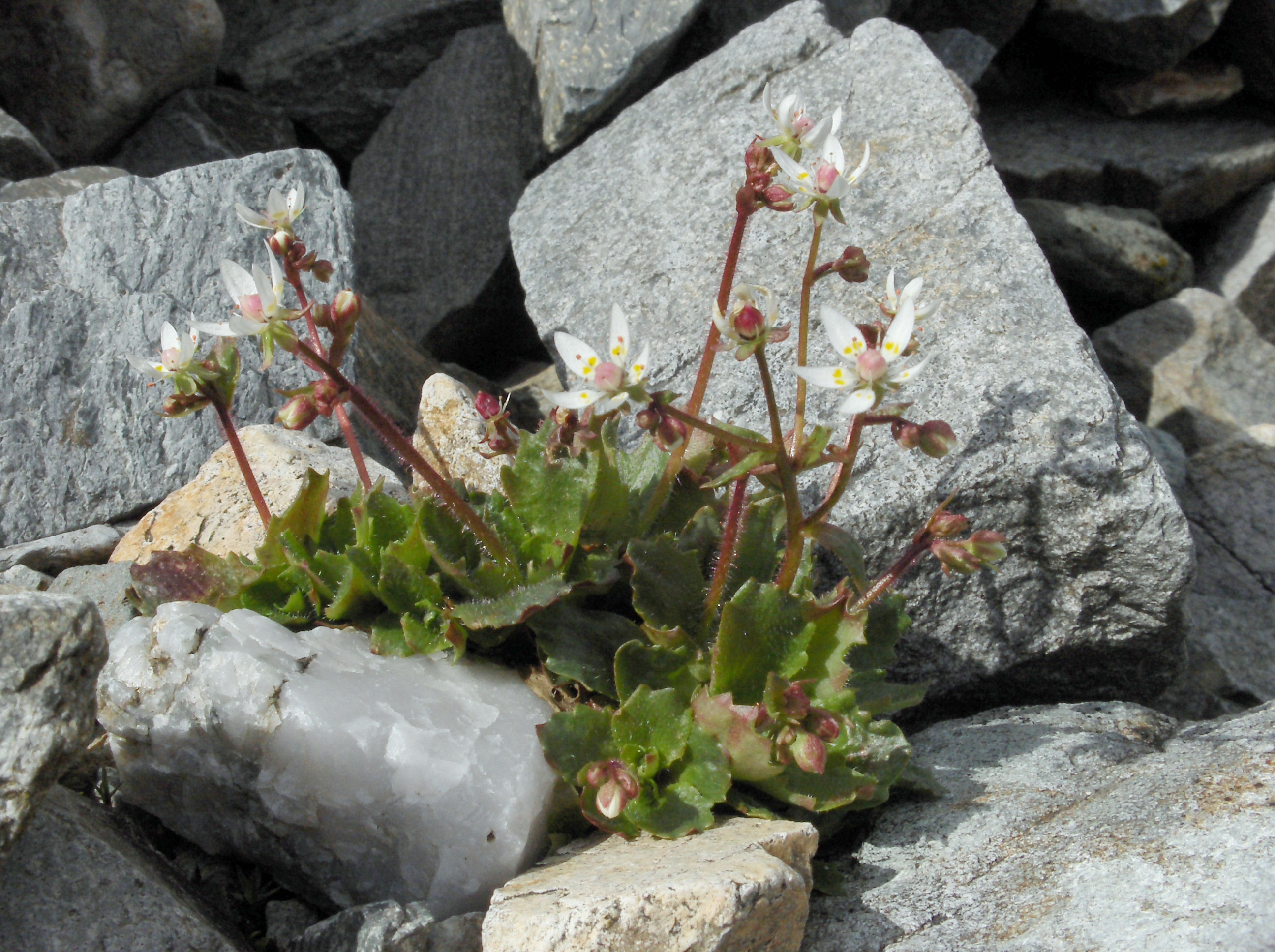
Saxifraga stellaris subsp. stellaris in Wales

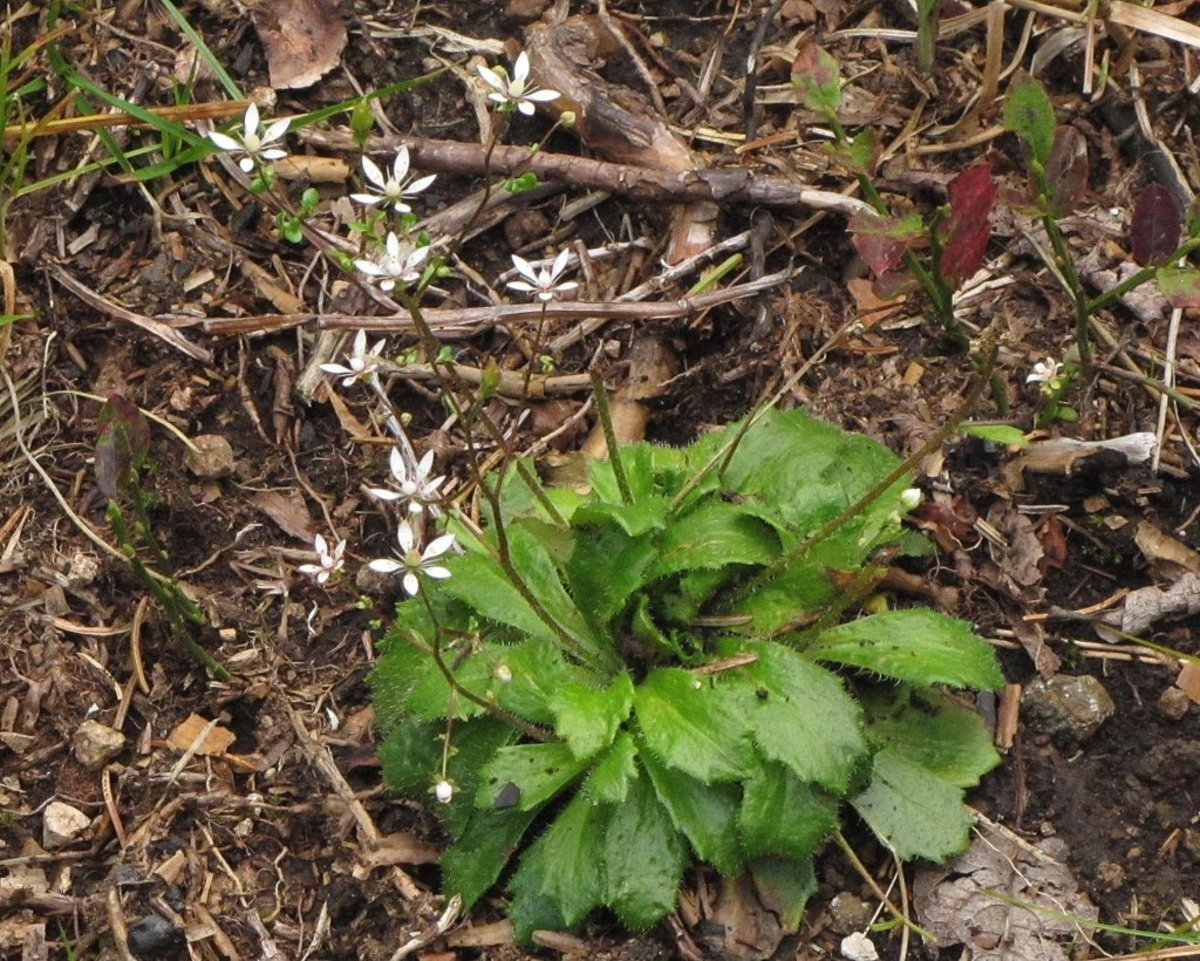
Brut-Stern-Steinbrech (Saxifraga stellaris subsp. prolifera)

Der Stern-Steinbrach spaltet sich in drei Sippen auf:
- Saxifraga stellaris subsp. stellaris (Syn: Micranthes stellaris (L.) Galasso, Banfi & Soldano subsp. stellaris[6]): Sie kommt in Skandinavien, Großbritannien, Irland, Island, im Süden von Grönland und im äußersten Nordosten von Kanada vor. In Mitteleuropa kommt sie nicht vor.[1]
- Brut-Stern-Steinbrech (Saxifraga stellaris subsp. prolifera (Sternb.) Temesy, Syn.: Micranthes stellaris var. prolifera (Sternb.) Gornall[6]): Er trägt zusätzlich zu den Blüten oder anstelle der Blüten Brutknospen im Blütenstand. Er besitzt nur ein kleines Verbreitungsgebiet, ist also endemisch in den Gurktaler Alpen im Grenzgebiet der österreichischen Bundesländer Kärnten, Steiermark und Salzburg und in den Steiner Alpen Sloweniens. Er steigt am Zirbitzkogel bis 2350 Meter Meereshöhe auf.[1]
- Gewöhnlicher Stern-Steinbrech (Saxifraga stellaris subsp. engleri P. Fourn.; Syn.: Saxifraga stellaris  var. hispida Dalla Torre; Saxifraga stellaris var. robusta Engl.,Saxifraga stellaris subsp. alpigena Temesy, Micranthes stellaris subsp. robusta (Engl.) Gornall[6]): Er kommt weit verbreitet in den Gebirgen Süd- und Mitteleuropas von Spanien bis zu den Karpaten vor. In der Sierra Nevada erreicht diese Unterart sogar 3300 Meter Meereshöhe.[1]

## Ökologie
Der Stern-Steinbrech kann noch völlig untergetaucht im Wasser in 50 cm Tiefe kräftig grüne Rasen bilden. Dort kann er dann allerdings nicht mehr blühen.
Der Stern-Steinbrech wird manchmal vom Pilz Synchytrium saxifragae befallen.

## Belege
1. 1 2 3 4 5 6 7 8 9 10 11 12  Gustav Hegi, Herbert Huber: Familie Saxifragaceae. In Gustav Hegi: Illustrierte Flora von Mitteleuropa. 2. Auflage, Band IV, Teil 2, Seite 153–155. Verlag Carl Hanser, München 1961.
2. ↑  Jaakko Jalas, Juha Suominen, Raino Lampinen, Arto Kurtto: Atlas florae europaeae. Band 12 (Resedaceae to Platanaceae), Helsinki 1999, ISBN 951-9108-12-2, S. 138–139.
3. ↑   Erich Oberdorfer: Pflanzensoziologische Exkursionsflora für Deutschland und angrenzende Gebiete. Unter Mitarbeit von Angelika Schwabe und Theo Müller. 8., stark überarbeitete und ergänzte Auflage. Eugen Ulmer, Stuttgart (Hohenheim) 2001, ISBN 3-8001-3131-5, S. 491.
4. ↑  Erhard Dörr, Wolfgang Lippert: Flora des Allgäus und seiner Umgebung. Band 1, IHW, Eching 2001, ISBN 3-930167-50-6, S. 648.
5. ↑  
Saxifraga stellaris L. In: Info Flora, dem nationalen Daten- und Informationszentrum der Schweizer Flora. Abgerufen am 3. April 2021.
6. 1 2 3  Datenblatt Micranthes stellaris bei POWO = Plants of the World Online von Board of Trustees of the Royal Botanic Gardens, Kew: Kew Science.